# Pandemia de COVID-19 en Filipinas
La pandemia de COVID-19 en Filipinas es parte de la pandemia mundial de la enfermedad por coronavirus 2019 (COVID-19) causada por el síndrome respiratorio agudo severo coronavirus 2 (SARS-CoV-2). El primer caso en Filipinas fue identificado el 30 de enero de 2020 e involucró a una mujer china de 38 años que fue internada en el Hospital San Lazaro en Metro Manila. El 1 de febrero, un resultado póstumo encontró en Filipinas la primera muerte confirmada por la enfermedad fuera de China.
Después de más de un mes sin registrar ningún caso, Filipinas confirmó su primera transmisión local el 7 de marzo. Desde entonces, el virus se propagó por todas las provincias del país. El gobierno impuso cierres o cuarentenas denominadas «cuarentenas comunitarias» en todo el país desde el 15 de marzo para limitar la propagación del virus. La mayor de estas medidas fue la cuarentena comunitaria mejorada en Luzón.
Al 20 de noviembre, había 415.067 casos confirmados de la enfermedad en el país. De estos casos, se registraron 375.237 recuperaciones y 8.025 muertes. El país tenía el segundo número más alto de casos confirmados de COVID-19 en el sudeste asiático, después de Indonesia, y ocupaba el octavo lugar en Asia y el 26 en el mundo. El mayor aumento en un día en el número de casos confirmados se informó el 10 de agosto, cuando el Departamento de Salud (DOH) anunció 6,958 nuevos casos.
Filipinas tuvo una capacidad de prueba ligeramente menor que sus vecinos del sudeste asiático durante los primeros meses de la pandemia en el país.  Las pruebas de COVID-19 tuvieron que realizarse fuera del país debido a la falta de kits de prueba. A fines de enero de 2020, el Instituto de Investigación de Medicina Tropical (RITM) en Muntinlupa, Metro Manila, comenzó sus operaciones de prueba y se convirtió en el primer laboratorio subnacional del país. Desde entonces, el DOH acreditó varios laboratorios y, para el 19 de noviembre, el país contaba con 170 laboratorios subnacionales capaces de detectar el virus SARS-CoV-2 que habían realizado un total de 5.416.577 pruebas.
Hasta el 21 de febrero de 2022, se contabilizaban 3.653.526 casos confirmados y 55.763 fallecidos.
En 2024 se supo que el gobierno estadounidense de Donald Trump había lanzado a partir de 2020 una campaña secreta de desinformación contra CoronaVac en varios países de Asia, principalmente centrada en Filipinas. La campaña, propagada por cientos de cuentas falsas en redes sociales operadas por militares estadounidenses de guerra psicológica, sembraba dudas sobre la eficacia de la vacuna china y afirmaba que los musulmanes debían rechazarla porque supuestamente contenía gelatina de cerdo. Unos meses después de la derrota de Donald Trump en las elecciones, la nueva administración Biden detuvo la campaña.
La desinformación estadounidense puede haber sido la causa de que Filipinas alcanzase una tasa de vacunación muy inferior a la de los países de su entorno, lo que llegó al presidente Duterte a evocar medidas extremas como el encarcelamiento de los que no quisieran vacunarse.

## Estadísticas

### Casos por regiones
| Ilocos                                                 | 134 824   | 131 825   | 2405   | 594    |
| Región Administrativa de la Cordillera                 | 119 947   | 117 194   | 2420   | 333    |
| Valle del Cagayán                                      | 163 041   | 157 992   | 4666   | 383    |
| Luzón Central                                          | 366 366   | 357 374   | 6808   | 2184   |
| Región de la Capital Nacional                          | 1 194 948 | 1 174 098 | 13 003 | 7847   |
| Calabarzon                                             | 666 138   | 655 067   | 6259   | 4812   |
| Mimaropa                                               | 44 651    | 43 285    | 1222   | 144    |
| Bicolandia                                             | 66 354    | 64 937    | 1125   | 292    |
| Bisayas Orientales                                     | 64 698    | 63 775    | 844    | 79     |
| Bisayas Occidentales                                   | 198 885   | 191 688   | 5440   | 1757   |
| Bisayas Centrales                                      | 195 294   | 188 107   | 6326   | 861    |
| Península de Zamboanga                                 | 66 438    | 64 872    | 1422   | 144    |
| Mindanao del Norte                                     | 106 708   | 105 359   | 1121   | 228    |
| Caraga                                                 | 62 287    | 60 444    | 1679   | 164    |
| Región Autónoma de la Nación Mora en Mindanao Musulmán | 25 948    | 25 337    | 582    | 29     |
| Región de Dávao                                        | 141 612   | 137 278   | 3904   | 430    |
| Soccsksargen                                           | 76 484    | 74 942    | 1312   | 230    |
| Filipinos retornados del exterior                      | 39 240    | 39 145    | 95     | 0      |
| N/A                                                    | 3359      | 3351      | 8      | 8      |
| Filipinas                                              | 3 737 222 | 3 656 070 | 60 641 | 20 511 |